# Jiří Kratochvil
Jiří Kratochvil (* 4. ledna 1940 Brno) je český romanopisec, dramatik a novinář.

## Život
Narodil se jako syn pedagoga a činitele skautského hnutí Josefa Kratochvila a Anežky Kratochvilové, rozené Žyla. Po maturitě (1958) vystudoval češtinu a ruštinu na filozofické fakultě Masarykovy univerzity v Brně, kterou absolvoval v roce 1963 (od roku 1960 měla změněný název na Universita Jana Evangelisty Purkyně). Poté působil jako učitel, nejprve v odborném učilišti Dobrušce a později ve zvláštní škole v Budkově, a od roku 1967 byl knihovníkem v brněnském rozhlasu. Po roce 1970 se stal ineditním spisovatelem, pracoval v manuálních profesích, jako např. vazač pod jeřábem, noční hlídač v drůbežárně či telefonista, a v roce 1983 nastoupil jako historik umění a dokumentátor do Krajského památkového střediska. Od roku 1989 je profesionálním spisovatelem.
Po roce 1989 obdržel za svou literární činnost řadu cen, např. Cenu Toma Stopparda (1991), Cenu Českých knihkupců (1993), Cenu Egona Hostovského (1996), Cenu Karla Čapka (1998) a Cenu Jaroslava Seiferta (1999). V roce 2020 získal cenu Magnesia Litera za prózu za svůj román  Liška v dámu. Časopis A2 zařadil jeho knihu Vyznání příběhovosti do českého literárního kánonu po roce 1989, tedy do výběru nejdůležitějších českých knih v období třiceti let od sametové revoluce.

## Dílo
Ačkoliv v mnoha případech by mohlo jít o zjednodušení, pojí se tvorba Jiřího Kratochvila často s přízviskem „postmoderní“. Pod tímto označením si lze představit především fakt, že často narušuje iluzorní autentičnost vyprávění, či ji naopak využívá jako zdroj napětí, pohrává si s formou, vstupuje do děje jako vypravěč a používá zcizující efekty. Záměrně se vyhýbá realistickému vyznění, mění identitu postav, prolíná reálné a fantaskní a zápletku graduje do absurdity.
Mezi jeho stálá témata patří například osobní identita a paměť. Často se vrací ve vzpomínkách do doby svého dětství a mládí (protektorát a padesátá léta) a mísí reálné kulisy s ryzí fikcí. Frekventované jsou také motivy snu a erotické motivy, často ve spojení s již výše uvedeným. Kromě toho jeho díla mívají politický, až moralizující podtext, často vyhrocený až do formy groteskní satiry.